# Ramón López (Musiker)
Ramón López (* 6. August 1961 in Alicante) ist ein spanischer Jazzschlagzeuger und Improvisationsmusiker.

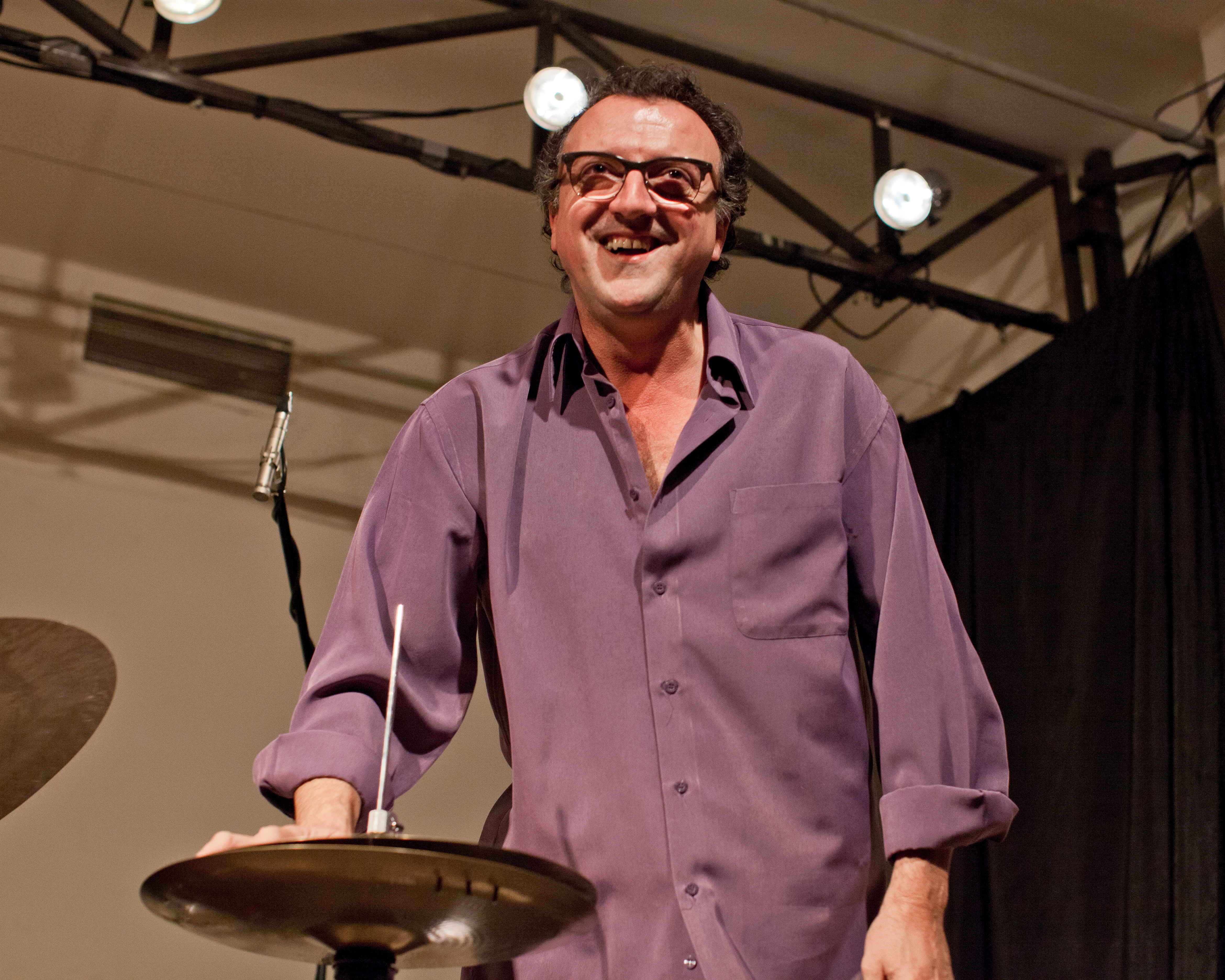
Ramón López (2013)

## Leben und Wirken
López lernte Mitte der 1970er Jahre autodidaktisch Schlagzeug; ein Solo-Konzert von Max Roach 1980 wurde für ihn zum Schlüsselerlebnis. Er spielte in lokalen Bands, bevor er 1985 nach Paris zog, wo er bald in die experimentelle Improvisationsszene involviert war und an der Musikschule von Alan Silva studierte. Daneben lernte er Tabla bei Krishna Govinda K.C., um dann ein Schüler von Subhankar Banerjee zu werden und selbst mit Patrick Moutal zwischen 1994 und 2001 am Pariser Konservatorium indische Musik zu lehren. Er gehörte zu den Gruppen von Marc Steckar, François Cotinaud, Claude Tchamitchian, Jean-Marie Machado und Jean-Marc Padovani.
1997 legte López bei Leo Records ein Album vor, das ausschließlich ihn als Solisten am Schlagzeug präsentierte (das Nachfolge-Album Swinging with Doors erschien 2007). Auf seinen weiteren Alben beschäftigte er sich zunächst mit Musik aus dem Spanischen Bürgerkrieg und dem Werk von Roland Kirk.  Zwischen 1997 und 2000 war er Schlagzeuger im (damals von Didier Levallet geleiteten) Orchestre National de Jazz, mit dem er drei Alben einspielte. Zwischen 2006 und 2013 bildete er ein Trio mit Joachim Kühn und Majid Bekkas. Mit Agustí Fernández spielt er im Trio mit Baldo Martínez bzw. Barry Guy. Weiterhin hat er mit so unterschiedlichen Musikern wie Glenn Ferris, Sonny Fortune, Charles Gayle, Anthony Coleman, Christine Wodrascka, Ivo Perelman, Joe Fonda oder Philippe Mouratoglou zusammengearbeitet. 
Daneben hat er sich zunehmend mit Flamenco beschäftigt und mit Musikern wie Carmen Linares, Esperanza Fernández, Inés Bacán, Gerardo Núñez, Rafael de Utrera, Jean-Marc Foussat oder Chano Domínguez gespielt. 
Zu hören López u. a. auch auf James Brandon Lewis’ Album Molecular (2020), auf Barry Guys Album All This This Here (2023) und mit Guy und Ivo Perelman auf dem gemeinsamen Album Interaction (2024). Mit Perelman und Aruán Ortiz legte er 2024 das Album Ephemeral Shapes vor.

## Preise und Auszeichnungen
2008 wurde López zum Ritter des Ordre des Arts et des Lettres ernannt, 2023 zum Offizier.

## Diskographische Hinweise
- François Cotinaud/Ramón López Opéra (1993)
- Eleven Drums Songs (Leo, 1998)
- Songs of the Spanish Civil War (2000, mit  Paul Rogers, Daunik Lazro, Thierry Madiot, Beñat Achiary)
- Duetts to Rahsaan Roland Kirk (2002 mit Joëlle Léandre, Harry Beckett, Noël Akchoté, Thierry Madiot, Majid Bekkas u. a.)
- Flowers of Pearce (2005 mit Joëlle Léandre und Sophia Domancich)
- Kalimba, mit Joachim Kühn und Majid Bekkas (Act Records, 2007)
- Ramón López Freedom Now Sextet Valencia (2010)
- Voodoo Sense, mit Joachim Kühn, Archie Shepp, Majid Bekkas und Kouassi Bessan Joseph (Act Records, 2011)
- Agustí Fernández/Ramón López Azul (Universal, 2012)
- TheTurbine! (Harrison Bankhead, Benjamin Duboc, Hamid Drake, Ramón López) Entropy/Enthalpy (RogueArt 2015, mit Jean-Luc Cappozzo, Lionel Garcin, William Parker)
- Beñat Achiary / Philippe de Ezcurra / Ramón López Acértate más (Buda 2015)
- Natsuki Tamura, Satoko Fujii, Ramón López: Mantle (NotTwo, 2020)
- Savina Yannatou / Julius Gabriel / Agustí Fernández / Barry Guy / Ramón López: In the Light of the Current Myth (2024)

## Dokumentarfilme
- 2013: Transmitting – Regie: Christoph Hübner